# Maechidinus latericollis
Maechidinus latericollis är en skalbaggsart som beskrevs av Lea 1919. Maechidinus latericollis ingår i släktet Maechidinus och familjen Melolonthidae. Inga underarter finns listade i Catalogue of Life.